# 高街
高街（英語：High Street）是城市、城鎮或村莊主要商業街道的常見街道名稱，尤其是在英國和英聯邦國家。高街一詞既有一般含義，也有特定含義：人們指的是“在高街購物”，既指主要零售區，也指該名稱的特定街道。許多前英國殖民地，包括加拿大、澳大利亞、紐西蘭和新英格蘭（尤其是馬薩諸塞州），都採用該術語來指稱零售購物區。
根據2009年的英國統計，全英國有5,410條高街，比起車站路（Station Road, 3,811條）和大街（Main Street, 2,702條）要來得更加通俗。 英國最短的高街位於德文郡霍爾斯沃西的集鎮，全長不超過100碼（100），僅有三家店舖。

## 另見
- 市中心
- 商圈、商業中心
- 大路、大街、大馬路
- 下城 (北美)、商店街